# Jason Ellis
Pour les articles homonymes, voir Ellis.
Jason Ellis, né le 11 octobre 1971 à Melbourne, Australie, est un skateur professionnel, un combattant de combat libre, chanteur, animateur de radio et acteur.

## Biographie

### Skateboard
Né à Melbourne en Australie, Ellis déménage à 17 ans aux États-Unis pour poursuivre sa carrière de skateur professionnel, il devint très vite amis avec Tony Hawk, et développe son style au côté de l'un des meilleurs skateurs de sa génération. Ainsi en 2001 Ellis détient un record dans le Livre Guinness des records pour le plus grand saut sur une rampe de skateboard.
De 2002 à 2006, après une commotion lors des X-Games, Ellis présente ce même évènement. Il développe en même temps une ligne de planche de skate appelé Ellismate Skateboard.

### Musique
En 2007, Ellis crée le groupe de rock satirique Taintstick et signe avec le label Suburban Noize Records. Ellis s'entoure de Michael Cully et Christian Hand mais aussi de Benji Madden du groupe Good Charlotte, qui rejoint souvent le groupe sur scène pour assurer les partis de basse. De façon à se faire connaître, le groupe crée une polémique en défiant publiquement le chanteur de country américain Tim McGraw, de se retirer de la musique si ces ventes d'albums à sa sortie été plus faible que celui de Taintstick.
Le premier album du groupe, intitulé Six Pounds of Sound, sort donc le 27 octobre 2009, et tourne deux clips vidéo pour les singles Apple Juice et Monkeys of War.

#### Discographie
| 2009                                      | Six Pounds Of Sound - Sortis: 27 octobre 2009 - Label: Suburban Noize Records - Format: CD | — | — | — | — | — | — | 120 |  |
| "—" denotes a release that did not chart. |                                                                                            |   |   |   |   |   |   |     |  |

### Combat Libre (MMA)
Ellis commence à s'entrainer au combat libre en 2008, après s'être engagé avec Team Quest en Californie, il s'entraine avec certains vétérans de combat libre tels que Dan Henderson, Jason Miller ou Muhammed Lawal. Son premier match a lieu en février 2009 contre Tony Gianopolos. Il bat son opposant au second round par soumission avec la prise de la guillotine.
| Résultat | Record | Opposant        | Méthode                       | Évènement                                              | Date      | Round | Temps | Location                        | Notes                              |
| -------- | ------ | --------------- | ----------------------------- | ------------------------------------------------------ | --------- | ----- | ----- | ------------------------------- | ---------------------------------- |
| Win      | 1-0    | Tony Gianopulos | Soumission (Guillotine Choke) | Sheckler Foundation: Down for Life - Fight for a Cause | 9 février | 2     | 2:21  | Anaheim, California, États-Unis | Première victoire en combat libre. |